# 福島県出身の人物一覧
福島県出身の人物一覧（ふくしまけんしゅっしんのじんぶついちらん）は、Wikipedia日本語版に記事が存在する福島県出身の人物の一覧表である。

## 公人

### 政治家

#### 議長経験者
- 河野広中（第10代衆議院議長）
- 堀切善兵衛（第26代衆議院議長、衆議院議員）
- 松平恒雄（初代参議院議長、宮内大臣、外務次官等、長女は秩父宮雍仁親王妃、勢津子）

#### 衆議院議員
- 安部井磐根（衆議院副議長）
- 天野光晴（建設大臣、国土庁長官）
- 伊東正義（内閣総理大臣臨時代理、外務大臣）
- 井深彦三郎（衆議院議員、初代カトリック看護師協会会長、井深八重の父親、）
- 小笠原貞信（福島民報社長）
- 片桐酉次郎（シーメンス事件、海軍主計大監）
- 加藤宗平（梁川町長）
- 金子徳之介（衆議院議員、保原町長）
- 亀岡高夫（建設大臣、農林水産大臣）
- 川田悦子（薬害エイズ事件）
- 唐橋東（衆議院議員、喜多方市長、俳優、唐橋充の祖父）
- 鯨岡兵輔（衆議院副議長、環境庁長官）
- 玄葉光一郎（衆議院副議長、外務大臣、国家戦略担当大臣兼内閣府特命担当大臣）
- 齋藤晃（衆議院議員、右翼活動家）
- 斎藤邦吉（厚生大臣）
- 齋藤裕喜（衆議院議員、立憲民主党）
- 坂本剛二（経済産業副大臣）
- 佐治幸平（喜多方事件）
- 佐藤剛男（内閣府副大臣）
- 白井新太郎（東邦協会設立、駿豆鉄道社長）
- 助川啓四郎（農林省参与官）
- 鈴木省吾（法務大臣）
- 鈴木天眼（東洋日の出新聞創刊）
- 鈴木寅彦（日本曹達社長、東京瓦斯専務）
- 鈴木直人（熊本県知事、参議院議員）
- 鈴木義男（司法大臣、専修大学学長）
- 渋谷直蔵（自治大臣）
- 菅波茂（文教委員長）
- 高田富與（札幌市長、全国市長会会長）
- 田中慶秋（法務大臣兼拉致問題担当相）
- 東海散士（作家、農商務次官、外務参政官）
- 内藤魯一（自由民権運動家、福島藩家老）
- 根本匠（復興大臣、内閣府副大臣）
- 野口忠夫（日本社会党県本部委員長）
- 林平馬（国務大臣）
- 八田宗吉（陸軍省参与官）
- 比佐昌平（陸軍省参与官）
- 平島松尾（福島民友創刊）
- 八田貞義（内閣官房副長官）
- 広川弘禅（農林大臣）
- 正木清（衆議院副議長）
- 増子輝彦（経済産業副大臣）
- 湊徹郎（総理府総務副長官）
- 粟山博（海軍省参与官）
- 八百板正（全日農会長、日本社会党中央執行副委員長、社会党参議院議員会長）
- 安田純治（弁護士）
- 吉田泉（復興大臣政務官兼副大臣、内閣府副大臣）
- 渡部鼎（陸軍軍医少佐）
- 渡部恒三（衆議院副議長、厚生大臣、自治大臣兼国家公安委員会委員長）
- 渡部行雄（衆議院議員6期）
- 渡部義通（民主主義科学者協会幹事長）

#### 参議院議員
- 荒井広幸（新党改革幹事長）
- 石原健太郎（衆議院議員）
- 岩城光英（法務大臣、内閣官房副長官、いわき市長）
- 太田豊秋（農林水産副大臣、北海道開発政務次官、全国農業会議所会長、福島県議会議長）
- 岡崎トミ子（民主党副代表、国家公安委員会委員長兼内閣府特命担当大臣）
- 岡野裕（労働大臣）
- 金子恵美（立憲民主党福島県連代表）
- 佐藤正久（自衛隊イラク派遣隊隊長）
- 下田京子（日本共産党文教部副部長、農政対策委員長）
- 戸田邦司（運輸省東北運輸局長）
- 森まさこ（内閣府特命担当大臣、弁護士）
- 若松かねしげ（復興副大臣、公認会計士、石川町出身）

#### その他政治家
- 太田耕造（文部大臣、内閣書記官長、亜細亜大学創立）
- 小日山直登（運輸大臣、貴族院議員、南満州鉄道総裁）
- メイジー・ヒロノ（アメリカ合衆国下院議員、睦合村生まれ、7歳まで在住）
- 堀切善次郎（内務大臣、内閣書記官長、東京市長、神奈川県知事、早稲田中学、高校校長、東京都公安委員長）
- 山本覚馬（同志社大学設立に貢献、京都府議会議長、京都商工会議所会頭）

### 行政
- 赤羽四郎（特命全権公使）
- 阿部孝夫（川崎市長）
- 飯沼一省（[東京都長官］［都市計画協会会長］［宅地制度審議会会長］
- 池上四郎（朝鮮総督府政務総監、大阪市長、秋篠宮妃紀子様の曾祖父）
- 石射猪太郎（特命全権大使）
- 石塚英蔵（台湾総督、貴族院議員、東洋拓殖株式会社総裁)
- 伊藤庄平（労働事務次官）
- 内田隆（秋田県知事）
- 遠藤茂（特命全権大使）
- 遠藤直人（兵庫県知事、海軍司政長官）
- 遠藤雄幸（川内村長、川内村議会議員、実業家）
- 大越亨（滋賀県知事）
- 大島破竹郎（高知県知事、佐賀県知事、郡山市長）
- 加藤祐三郎（東北開発副総裁、情報局第二部長）
- 柏村信雄（警察庁長官）
- 鎌田光明（厚生労働省医薬・生活衛生局長、厚生労働省東北厚生局長）
- 川島廣守（内閣官房副長官、プロ野球コミッショナー）
- 菅家秀人（農林水産省東北農政局長）：昭和村[1]
- 菅野弘夫（東宮大夫）
- 北原雅長（長崎市長）
- 黒河内四郎（土木学会会長、鉄道省建設局長）
- 小出光照（佐賀県大属、佐賀の乱）
- 國分正明（文部事務次官、芸術文化振興会理事長）
- 小林香（福島市長）
- 小山知一（佐賀県知事、高知県県知事）
- 小松緑（朝鮮総督府外交部長、著述家）
- 斎藤真人（東京都収用委員会事務局長）
- 斎藤良衛（外務省通商局長、同顧問、満鉄最高顧問）
- 佐川宣寿（国税庁長官）
- 佐々木秀司（香川県知事）
- 佐藤地（外務報道官）
- 佐藤紳（農林水産省大臣官房生産振興審議官）：会津坂下町[2]
- 佐藤正俊（香川県知事、三重県知事、名古屋市長）
- 品川萬里（NTTデータ副社長、郵政省審議官、郡山市長）
- 清水潔（文部科学事務次官）
- 下坂藤太郎（大蔵省銀行課長、台湾銀行副頭取、東洋精糖、東洋海上保険、日商の各社長）
- 鈴木久泰（海上保安庁長官）
- 鈴木邦芳（中国管区警察局長）
- 高橋博史（特命全権大使）
- 高野源進（警視総監、山梨県知事、原爆投下時の広島県知事）
- 橘幸信（国会職員、第17代衆議院法制局長）
- 塚原大貮（特命全権大使）
- 新妻駒五郎（大分県知事、小倉市長）
- 丹羽七郎（内務次官、埼玉県知事、岩手県知事）
- 糠沢和夫（特命全権大使）
- 野口雅昭（特命全権大使、登山家、野口健の父親）
- 野崎正剛（大蔵省印刷局長）
- 橋本逸男（特命全権大使）
- 橋本栄治（特命全権大使）
- 濱野幸一（経産官僚、第53代特許庁長官）[3]
- 林権助（駐英大使、枢密顧問官）
- 廣澤辨二（農商務省牧馬課長、東京獣医学校校長）
- 平田紀一（山梨県知事、群馬県知事、富山市長）
- 星野喜代治（不動産銀行頭取、朝鮮銀行清算人）
- 星秀明（特命全権大使）
- 堀田鼎（滋賀県知事、群馬県知事、千葉県知事）
- 堀田貢（内務次官、警視総監）
- 本名文任（警察予備隊医務局長、京城帝国大学教授）
- 松尾仁（国立衛生試験所所長）
- 松川道哉（大蔵省財務官）
- 森俊六郎（大蔵省理財局長、台湾銀行副頭取）
- 安岡正光（山梨県知事）
- 渡辺志津男（東京都下水道局長、東京都下水道サービス社長）

### 福島県知事
- 大竹作摩（衆議院議員）
- 木村守江（全国知事会会長、参議院議員、衆議院議員）
- 日下義雄（長崎県知事、衆議院議員）
- 佐藤栄佐久（参議院議員）
- 佐藤善一郎（衆議院議員）
- 佐藤雄平（参議院議員）
- 松平勇雄（行政管理庁長官、参議院議員）
- 村井八郎（衆議院議員）

### 法曹
- 池上三郎（函館控訴院検事長）
- 小貫芳信（最高裁判所判事）
- 坂田桂三（弁護士、中央選挙管理会委員長）
- 高木盛之輔（検事正）
- 長谷川太一郎（最高裁判所判事、第一東京弁護士会会長、明治大学理事長）
- 馬場愿治（大審院部長、中央大学学長）
- 西川鉄次郎（大審院判事、中央大学創立者の一人、白虎隊士）
- 三淵忠彦（初代最高裁判所長官）
- 宗像紀夫（名古屋高検検事長）
- 矢吹幸太郎（日本弁護士連合会副会長）
- 渡邉惠理子（最高裁判所判事）

### 軍人・自衛官

#### 陸軍軍人・陸上自衛官
- 畑俊六（元帥陸軍大将、陸軍大臣、教育総監）
- 柴五郎（陸軍大将、台湾軍司令官）
- 畑英太郎（陸軍大将、関東軍司令官）
- 西義一（陸軍大将、東京警備司令官、教育総監）
- 寺島泰三（陸上幕僚長、統合幕僚会議議長）
- 渡邊信利（陸上幕僚長）
- 野口坤之（陸軍中将、稚松会福会長）
- 両角三郎（陸軍中将、稚松会会長）
- 横山勇（陸軍中将）
- 根本博（陸軍中将）
- 和田勁（満州国陸軍中将、陸軍中尉、石原莞爾側近）
- 藤井重郎（満州国陸軍中将、陸軍少将）
- 石黒忠悳（陸軍軍医総監、第四代日本赤十字社社長）
- 芳賀栄次郎（陸軍軍医総監）
- 山川浩（陸軍少将、貴族院議員、東京高等師範学校長、東京大学総長、山川健次郎の兄）
- 樋口喜吉（陸軍少将、発明家）
- 佐藤房隆（陸軍少将）
- 奥田重栄（陸軍少将）
- 松江豊寿（陸軍少将、板東俘虜収容所所長）
- 石井常造（陸軍少将）
- 武川寿輔（陸軍少将）
- 高山輝義（陸軍少将、若松市長）
- 三ツ木秀治（陸軍少将、京豊自動車工業社長）
- 柴平四郎（陸軍少将）
- 簗瀬真琴（陸軍少将）
- 町野武馬（陸軍大佐、張作霖顧問、衆議院議員）
- 藁谷勇三郎（陸軍大佐）
- 大越兼吉（陸軍中佐）
- 柴有時（陸軍中佐）
- 森雅守（陸軍砲兵少佐）
- 長谷川戍吉（陸軍騎兵少佐、長谷川挺進隊隊長）
- 平石弁蔵（陸軍少佐、「会津戊辰戦争」著者）
- 猪俣甚弥（陸軍少佐、皇統護持作戦）
- 丹羽五郎（陸軍少尉、抜刀隊小隊長、丹羽村開拓）
- 渋川善助（陸軍士官学校生徒、二・二六事件で刑死）
- 八木沼丈夫（陸軍軍属、関東軍宣撫官）

#### 海軍軍人・海上自衛官
- 出羽重遠（海軍大将、稚松会会長、シーメンス事件査問委員長）
- 高木武雄（海軍大将、第六艦隊司令官）
- 長澤浩（海上幕僚長、海軍大佐）
- 角田秀松（海軍中将、会津藩出身者初の海軍将官）
- 斎藤孝至（海軍中将）
- 佐藤三郎（海軍中将）
- 高橋伊望（海軍中将）
- 原田覚（海軍中将）
- 吉田英三（海将、海軍大佐、自衛艦隊司令官）
- 下平英太郎（海軍少将）
- 常盤盛衛（海軍少将）
- 植松練磨（海軍少将、衆議院議員）
- 雪下勝美（海軍少将）
- 美濃部貞功（海軍少将）
- 菊池朝三（海軍少将）
- 鹿岡円平（海軍少将）
- 和田幸次郎（海軍大佐）
- 加藤榮吉（海軍大佐）
- 柴田武雄（海軍大佐）
- 中村省三（海軍大佐）
- 国府尽平（海軍中佐、医学博士）
- 折笠重康（海軍中佐）
- 草刈英治（海軍少佐）
- 高畑辰雄（海軍少佐）
- 風間万年（海軍少佐）
- 国分正三（海軍大尉）
- 雪下熊之助（海軍少尉補、兵学校出身者初の戦死者）
- 深尾弘（海軍少尉補）
- 上崎辰次郎（海軍上等兵曹）

#### 航空自衛官
- 田母神俊雄（航空幕僚長）

## 実業家
- 本間嘉平(大成建設社長、初代日本建設業団体会長、喜多方市)
- 武藤与一(日本コロムビア社長、喜多方市)
- 伊藤秀二(カルビー社長)
- 赤羽克己（南満州鉄道理事）
- 石田重廣（夢グループ、ユーコー社長）
- 五十嵐博（電通社長、日本広告業協会理事長、喜多方市）
- 江南哲夫（南山合資会社設立）
- 遠藤敬止（七十七銀行頭取、仙台商工会議所会頭、鶴ヶ城再建の功労者）
- 大崎裕史（ラーメンデータバンク会長）
- 加藤寛六郎（福島農工銀行頭取、福島商工会議所]頭取）
- 金田幸三（ニチレイ創業者）
- 木川田一隆（東京電力社長・会長、日商会頭）
- 北村清士（東邦銀行頭取、喜多方市）
- 小池信三（三栄建築設計創業者・社長、メルディアDC社長、湘南ベルマーレ名誉会長）
- 小出伸一（セールスフォース 会長兼CEO、元ソフトバンクテレコム副社長兼CEO、元日本ヒューレット・パッカード社長）
- 国府田敬三郎（ライス・キング）
- 小針暦二（福島交通社長など）
- 紺野邦武（福島銀行会長）
- 佐々木貴史（株式会社りらいぶ社長、「リライブシャツ」「リライブウェア」開発者）
- 笹原辰太郎（名古屋市東郊耕地整理組合長、石川電気鉄道社長）
- 佐藤安太（タカラ「現・タカラトミー創業者）
- 白石元治郎（日本鋼管社長）
- 鈴木義伯（東京証券取引所常務取締役）
- 瀬谷俊雄（東邦銀行頭取、全国地方銀行協会会長）
- 高島英也（サッポロビール社長）
- 高橋政知（オリエンタルランド社長、東京ディズニーランド生みの親）
- 常盤文克（花王会長）生まれは東京都
- 中野友禮（日本曹達創業者、日曹コンツェルン創業者）
- 中野光雄（富士紡ホールディングス会長兼社長、日本紡績協会会長）
- 能勢秀幸（大東銀行社長）
- 早田光一郎（資生園早田牧場代表）
- 羽鳥兼市（ガリバーインターナショナル創業者）
- 樋口康二郎（東北電力社長）
- 星一（星製薬創業者、星薬科大学創立者）
- 前田實（秋田銀行頭取）
- 松江春次（南洋興発社長）
- 丸山芳介（姫路商業会会長、衆議院議員）
- 南清（阪鶴鉄道社長）
- 諸橋友良（ゼビオホールディングス社長）
- 矢内廣（ぴあ創業者）
- 吉田秀弥（京成電鉄社長）
- 若菜正（集英社社長、喜多方市）
- 和田智行（小高ワーカーズベース社長）

## 政治運動家
- 井土霊山（自由民権運動、ジャーナリスト）
- 児玉誉士夫（右翼運動家、ロッキード事件）
- 鈴木邦男（一水会創設者、元代表）
- 瀬戸弘幸（極右系社会運動家）
- 平野小剣（水平運動家、国家主義者）

## 学者・教育者
- 相原茂（中国語）
- 青木美智男（歴史学）
- 秋月悌次郎（第五高等学校教授）
- 朝河貫一（歴史学、エール大学教授）
- 浅野豊美（国際政治学、歴史学）
- 阿部泰隆（法学）
- 荒川秀俊（気象学）
- 安在邦夫（歴史学）
- 石川暎作（国富論の翻訳）
- 石黒一憲（法学）
- 井深梶之助（明治学院総理、ソニー創業者 井深大一族）
- 今泉亀撤（医学）
- 岩崎俊一（東北工業大学学長）
- 岩淵悦太郎（国語学）
- 植村恒三郎（林学）
- 氏家幹人（歴史学）
- 海老名リン（日本キリスト教婦人矯風会副会頭）
- 太田原高昭（農業経済学）
- 大橋薫（社会学）
- 大平善梧（青山学院大学学長）
- 大山捨松（女子教育、大山巌夫人、東京大学総長山川健次郎の妹）
- 柏木繁男（心理学）
- 加藤利吉（仙台育英学園創立者、飯盛山に銅像）
- 金子孫市（教育学）
- 鎌田正（漢文学）
- 鴨良弼（刑事訴訟法）
- 河内明夫（数学）
- 河原田盛美（水産学）
- 川村邦光（宗教学）
- 北小路健（国文学）
- 君島八郎（土木工学）
- 櫛田民蔵（経済学）
- 小泉武夫（農学）
- 小林文次（建築史）
- 小室直樹：出生地は東京都
- 牛来正夫（地質学・岩石学）
- 斎藤達雄（医学）
- 斎藤常三郎：会津大学短期大学部学長
- 斎藤光（文学者）
- 斎藤勇（東京女子大学学長）
- 佐藤研（宗教学）
- 佐藤俊夫（倫理学）
- 佐藤昌一郎（経済学）
- 佐藤義長（宇都宮高等農林学校、盛岡高等農林学校校長）
- 下遠野邦忠（生物学）
- 新城新蔵（京都帝国大学総長）
- 新城常三（歴史学）
- 甚野尚志（西洋史）
- 菅野和夫（法学）
- 鈴木直（フタバスズキリュウ発見者）
- 鈴木勝（日本大学総長、日本歯科医学会会長）
- 鈴木光男（経済学）
- 鈴木安蔵（法学）
- 高木友枝（衛生学者、台北帝国大学校長）
- 高橋信次（医学）
- 高橋哲哉（哲学）
- 高橋正男（中東史）
- 高嶺秀夫（東京高等師範学校、東京女子高等師範学校校長）
- 田中俊一（原子力規制委員会会長）
- 角田文衞（歴史学）
- 円谷峻（法学）
- 富田武（法学）
- 冨永悌二（医学）
- 富山小太郎（物理学、喜多方市）
- 長井純市（歴史学）
- 中野目徹（歴史学）
- 南摩綱紀（日本弘道会副会長）
- 仁井田益太郎（法学）
- 野口英世（細菌学、千円札）
- 新島八重（同志社大学、新島穣婦人）
- 蓮沼門三（修養団設立、喜多方市）
- 長谷川史彦（独立行政法人製品評価技術基盤機構理事長、東北大学名誉教授）[4]
- 服部宇之吉（歴史学）
- 花見朔巳（歴史学、喜多方市）
- 原龍太（土木工学）
- 樋口聡（教育学）
- 藤田治彦（美術史）
- 古田武彦（歴史学）
- 福田晃（古典文学）
- 星光一（精密工学）
- 星冬四郎（家畜生理学）
- 本多修郎（哲学）
- 間宮勇（法学）
- 松本信一（大阪医科大学学長、日本医学会会頭）
- 松本武祝（農業経済学）
- 丸山二郎（歴史学）
- 三浦謹之助（医学、）
- 三浦新市（英語）
- 三浦守治（医学）
- 箭内亙（東洋史）
- 森治嗣（原子力工学）
- 山川健次郎（東京帝国大学総長、京都大学総長、初代九州大学総長、九州工業大学学長、開成高校校長、貴族院議員）
- 山川二葉（東京女子高等師範学校舎監）
- 山野目章夫（法学）
- 横田嘉右衛門（富山薬学専門学校長、富山大学学長）
- 吉田富三（病理学）
- 若松秀俊（工学）
- 渡部茂己（国際法、常磐大学国際学部長）
- 渡部潤一（天文学、国立天文台副台長）
- 渡辺徹（心理学）
- 渡辺誠（考古学）
- 渡辺萬次郎（秋田大学学長）
- 和田雄治（気象、海洋学）

## 医療関係
- 瓜生岩子（社会福祉事業の先駆家）
- 久保猪之吉（耳鼻咽喉科の先駆者）
- 佐藤元萇（医学館教授）
- 篠永正道（脳神経外科学）
- 関場不二彦（北海道医師会初代会長）
- 全田浩（日本病院薬剤師会会長）
- 土屋繁裕
- 坪井栄孝（世界医師会会長、日本医師会会長）
- 橋本敬三（操体法）
- 長谷川亨（医学者 アルツハイマー病）
- 屋形稔（医学者 検査診断学）
- 原中勝征（18代日本医師会長）
- 福井トシ子（日本看護協会会長）

## 文化人

### 画家
- 猪熊克芳
- 大塚清六（イラストレーター、喜多方市）
- 大山忠作（元日展理事長）
- 大山美信（元文化学院芸術専門学校校長）
- 北島新平（挿絵画家）
- 関根正二
- 高村智恵子（高村光太郎夫人）
- 吉井忠
- 若松光一郎
- 渡辺あきお

### 版画家
- 岩谷徹
- 斎藤清（文化功労者、斎藤清美術館）

### 写真家
- 遠藤秀一
- 丹野清志
- 村越としや
- 鈴木清
- 鈴木心

### 彫刻家
- 佐藤玄々
- 大河原隆則
- 北郷悟

### 作家
- 愛川晶
- 青山南
- 秋目人
- 飴村行
- 天羽沙夜
- 大野更紗
- 風野真知雄
- 上崎美恵子
- 黒澤優子
- 玄侑宗久（芥川賞）
- 小泉武夫
- 木暮亮
- 酒井あゆみ
- 佐藤伝
- 志賀泉
- 生源寺美子
- 菅野彰
- 諏訪三郎
- 高見梁川
- 鐸木能光
- 東野辺薫（芥川賞）
- 冨田博之
- 永岡慶之助
- 中山義秀（芥川賞）
- 西川満
- 望公太
- 野村美月
- 服部誠一
- 浜尾まさひろ（絵本作家）
- 古川日出男
- 真船豊
- 水野仙子
- 室井光広（芥川賞）
- 山川惣治
- 山崎マキコ
- 山田深夜
- 横光利一
- 吉野せい

### 詩人・俳人・歌人
- 大滝清雄（詩人）
- 長田弘（詩人）
- 草野心平（詩人）
- 杉山平一（詩人）
- 田中冬二（詩人）
- 半谷三郎（詩人）
- 三谷晃一 (詩人)
- 柳澤健（詩人・外交官）
- 和合亮一（詩人）
- 佐藤雀仙人（俳人）
- 永瀬十悟（俳人）
- 深見けん二（俳人）
- 藤村多加夫（俳人）
- 齋藤芳生（歌人）

### 翻訳家
- 新城和一（ドストエフスキー バルザック等）
- 松岡佑子（ハリーポッターシリーズ）
- 若松賤子（バーネット小公子）

### 映画監督
- 稲川方人
- 亀井文夫
- 佐藤武光
- サトウトシキ
- 千葉茂樹
- 東條昭平（猿飛佐助、ウルトラマンタロウ等）
- 円谷英二（ウルトラマン）
- 仁科熊彦
- 廣木隆一
- 山際永三（あばれはっちゃく）
- 渡邊文樹（金日正等）

### 脚本家
- 鹿目由紀（中学生日記）
- 後藤法子（チームバチスタシリーズ、銭の戦争 等多数）
- 高久進（Gメン75、スパイダーマン、キューティハニー 等多数）
- 那須真知子（西部警察、デビルマン、北のカナリア 等多数）
- 吉本昌弘（検事 霞夕子、土曜ワイド劇場、等多数）

### プロデューサー
- 奥田誠治（映画プロデューサー）
- 小野誠彦（音楽プロデューサー）
- 若松央樹（フジテレビプロデューサー）
- 佐久間宣行（テレビ東京プロデューサー）

### 漫画家
- 荒井チェリー
- 有間しのぶ
- 井上和郎
- 井上サトル
- 宇佐美道子
- 海野そら太
- おおや和美
- 柏原麻実
- かみやたかひろ
- 神崎りゅう子
- 菅野孝典
- 稀捺かのと
- 国広あづさ
- 桑沢篤夫
- 小谷真倫
- 小林源文
- 小林正美
- 米山シヲ（水城葵）
- 佐柄きょうこ
- 笹川ひろし
- 細雪純
- 佐藤元
- 佐藤寿朗
- 佐藤六朗
- 佐藤夕子
- 澤井健
- 宍戸左行
- しらいしあい
- しろー大野
- 鈴木央
- すずき大和
- 髙橋ヒロシ
- 弐瓶勉
- ねこたま。
- 野部優美
- 萩原玲二
- 長谷部百合
- 花野リサ
- 榛野なな恵
- はんざわかおり
- 日丸屋秀和
- 平野仁
- 平野正臣
- 蛭田達也
- 蛭田充
- 深谷かほる
- 深谷陽
- 福島鉄次
- 藤凪かおる
- 前川つかさ
- 三輪真雪
- 野部優美
- 村野守美
- 室井大資
- 森江真子
- 山川惣治
- 山口太一
- ゆずチリ
- よこたとくお
- 横山孝雄
- 若林健次

### イラストレーター
- 小林源文
- 長沢節

### アニメーション関係者
- 梅津泰臣（アニメ監督、アニメーター）
- 岡村天斎（アニメ監督）
- 加瀬充子（アニメ監督）
- 桂憲一郎（アニメーター）
- 神山修一
- 神田武幸（アニメ監督）
- 笹川ひろし（アニメ監督）
- 笹野恵
- 佐藤雅将
- 宍戸淳
- 新房昭之（アニメ監督）
- 浜津守（アニメ監督）
- パロ穂積（アニメーター）
- 矢吹勉
- 押山清高（アニメ監督、アニメーター）

### 作詞家
- 麻こよみ
- 石原信一
- 丘灯至夫
- 門田ゆたか
- 野村俊夫

### 作曲家
- 石川義一
- 市川昭介
- 伊東英直
- 猪俣公章
- 熊田為宏
- 古関裕而
- 佐々木俊一
- 湯浅譲二

### 指揮者
- 遠藤武夫
- 小林研一郎
- 須田くにお
- 本名徹次

### 演奏家
- 青田絹江（オルガン奏者）
- 牛田智大（ピアニスト）
- 佐藤陽子（ヴァイオリニスト）

### 建築家
- 遠藤新（甲子園ホテル、笹屋ホテル等）
- 大高正人（大阪万博、新宿副都心、みなとみらい、等）
- 古市徹雄（屋久杉記念館、宮沢賢治イーハトーブ記念館、等）

### 登山家
- 尾形好雄（日本山岳会常務理事、国際部長）
- 田部井淳子（女性初の世界七大陸の最高峰登頂者）

### 舞踏家
- 神永宰良（演出家、振付家）
- 長嶺ヤス子（舞踏家、ダンサー）

### 評論家
- 荒正人（文芸）
- 五十嵐平達（自動車）
- 志賀信夫（放送評論家）
- 門馬直衛（音楽）

### 棋士
- 富沢幹雄（将棋）
- 真田彩子（将棋・女流）
- 宮下秀洋（囲碁）
- 宮崎志摩子（囲碁・女流）

### 牧師
- 安藤喜市
- 佐藤繁彦
- 佐藤陽二
- 村上伸
- 矢部喜好（日本で最初の良心的兵役拒否者）

### その他
- Shurei（マジシャン）
- 菅野力夫（探検家、世界探検旅行）
- 高羽哲夫（映画カメラマン）
- 原実（全国歴史的風土保存連盟名誉会長）
- 三原昌平（プロダクトデザイナー）
- 箭内道彦（クリエイティブディレクター）
- 渡辺淳弥（ファッションデザイナー）

## 芸能人

### 歌手・シンガーソングライター
- Alice
- 伊藤久男(栄冠は君に輝く、イヨマンテの夜)
- UME。
- 春日八郎(別れの一本杉)
- 門倉有希
- 霧島昇
- 佐藤隆紀（LE VELVETS）
- 佐藤博
- 茶太
- hinaco
- 平季唯
- 藤岡麻美（出生地。プロフィール上の出身地は千葉県）
- 堀下さゆり
- Yammy
- 津吹みゆ
- 和田青児
- lucy
- 小湊昭尚
- 久美京子
- 新田晃也
- 塩まさる
- 星克己
- 紅晴美
- 田口清
- 栞菜智世
- 山猿

### ミュージシャン
- 遠藤ミチロウ（ザ・スターリン）
- 井上裕治（元girl next doorギタリスト、作・編曲家）（福島市）
- 磯谷直史（元monokuro / THE ANDS）（福島市）
- 大友良英（ギタリスト、ターンテーブル奏者、作曲家、出生地は神奈川）
- 片平里菜（福島市）
- 木村世治（ZEPPET STORE）
- 菅波栄純（THE BACK HORN）（須賀川市）
- 高橋まこと（BOØWY）
- 増子敦貴（GENIC）
- TAKEO（Angelo）
- つのだ☆ひろ（ドラマー・ヴォーカリスト、元ジャックス）（塙町）
- 富澤タク（グループ魂、Number the.）
- 神永大輔（和楽器バンド 華風月 尺八奏者）（いわき市出身）
- sasakure.UK（ボカロP、作詞家、作曲家、DJ）
- シライシ紗トリ（作詞家、作曲家、音楽プロデューサー）（会津若松市出身）

### アイドル
- AKB48グループ
  - AKB48元メンバー
    - 長谷川百々花
- 遠藤香南
- 岩科麻由子
- 小湊美和（元太陽とシスコムーン、民謡歌手）
- 桜木咲耶
- ジミーMackey（元ジャニーズJr.、モデル）
- 菅波美玲（≠ME）
- 高萩千夏(アップアップガールズ（2）)
- 田辺はるか
- 千葉麗子
- 成瀬瑛美（元でんぱ組.inc）：郡山市
- 日向泉
- 藤村美樹（元キャンディーズ）
- 本田康祐（OWV）
- 麻亜里
- 丸山夏鈴
- 諸橋沙夏 (=LOVE）
- 安杜羽加（いぎなり東北産）
- 志賀李玖（ICEx）: 浜通り出身

### 俳優
- 富田望生
- 逢初夢子
- 青柳文太郎
- 芦名星
- 阿部直生
- 池津祥子
- 伊東美咲
- 今江千佳
- 梅沢富美男
- 梅宮哲
- 大方斐紗子
- 岡崎百合子
- 岡本綾
- 小山田宗徳
- 笠木泉
- 神尾佑
- 唐橋充
- 河原田ヤスケ
- 虎牙光揮
- 小暮智美
- 小松みゆき
- 斉藤暁
- 齋藤舞
- 早乙女じょうじ
- 相楽晴子
- 佐藤慶
- 佐藤尚宏
- 佐藤B作
- 佐藤誠純
- 佐藤美貴
- 佐藤みゆき
- 宍戸大全
- 清水優哉
- 城春樹
- 白井涼
- 白羽ゆり
- 鈴木重輝
- 田川大樹
- 竹内愛紗
- ディーン・フジオカ
- 富山えり子
- 中村ブン
- 永峯良
- 新妻四郎
- 二階堂美穂
- 西田敏行
- 西山聡
- 二瓶鮫一
- 二瓶秀雄
- 根岸一正
- 根本正勝
- 根本泰彦
- 野地将年
- 東佳代子
- 平賀雅臣
- 藤井びん
- 古川奈苗
- 星純夫
- 麻亜里
- 増子敦貴
- 松風雅也
- 水戸光子
- 皆川猿時（グループ魂）（いわき市）
- 佐保歩実
- 矢嶋俊作
- 箭内夢菜
- 山田佳伸
- 脇坂真人
- 和田聰宏
- ReeSya
- 渡辺健
- 渡辺由紀
- 渡部大稀
- 安孫子宏輔（Candy Boy）

### 落語家
- 桂幸丸
- 桂翔丸
- 三遊亭兼好

### タレント
- 逢笠恵祐
- アイドル鳥越
- あかつ
- あばれる君
- 岩科麻由子
- 大内登（元ビビる）
- きよ彦
- ゴー☆ジャス
- さがらえみ
- 桜庭あつこ
- 三瓶
- 三本スゲユウタ
- 松鶴家千とせ
- 白鳥久美子（たんぽぽ）
- 代官山ボノ
- 田辺はるか
- なすび
- 野村沙知代（野村克也の妻）
- アモーレ橋本
- 平子祐希（アルコ&ピース）
- みつまJAPAN'
- 目黒貴子
- 優希美青
- 横田龍儀
- 渡部忍
- 三浦萌（元9nine）

### モデル
- 伊藤沙耶
- 植木安里紗
- 加藤綾
- 川村安奈
- 佐河ゆい
- ジミーMackey
- 白井涼
- 武田玲奈
- 田中智
- 麻亜里
- 麻衣
- 松井愛莉
- 三浦葵
- 岩本紗也加

### 声優
- 赤土眞弓
- あずさ欣平
- 雨谷和砂
- 有島モユ：白河市
- 安齋由香里
- 飯塚昭三
- 遠藤広之
- 小野綾子
- 木村まどか
- 熊澤歩哉
- 小林美奈
- 小堀友里絵
- 斉藤佑圭
- 酒井敬幸
- 坂本梓馬
- 笹岡繁蔵
- 佐々木るん
- 佐藤美保
- 鈴木美咲
- 高岡香
- 高橋良吉
- 田野めぐみ
- 中根久美子
- 長沢美樹：郡山市
- 根本央紀
- 橋本まい：白河市
- 日向未南
- 福原耕平
- ブリドカットセーラ恵美：いわき市
- 保志総一朗：会津若松市
- 保住有哉
- 本泉莉奈：福島市
- 時田光
- 深雪さなえ
- 真優
- 貴杉奈央
- 長沢ゆりか
- 松風雅也
- よのひかり
- 渡辺智美
- 藤堂真衣
- わたなべかずひろ

### グラビア
- 松崎桃子
- 緑川のりこ
- 桜木咲耶
- 清野紗耶香
- 長谷川真優
- 二宮さくら

### その他
- 一龍齋貞鳳（講談師、政治家）
- UraN（YouTuber、くれいじーまぐねっと）

## スポーツ選手

### ボクシング
- 大熊正二（WBC世界フライ級チャンピオン）
- 福島学（日本スーパーバンタム級チャンピオン、OPBF東洋太平洋スーパーバンタム級チャンピオン）
- 細野悟（OPBF東洋太平洋フェザー級チャンピオン、日本フェザー級チャンピオン）
- 大竹秀典（日本スーパーバンタム級チャンピオン）
- 須佐勝明（アマチュアボクシング、ロンドン五輪出場、アジア競技大会フライ級二大会連続銅メダル）
- 亀岡勝雄（第10回ロサンゼルス五輪ボクシング代表）（桑折町出身）
- 天心アンリ（JWBCライトフライ級・ミニフライ級チャンピオン）
- 渡辺勝治（ローマ五輪ライトウエルター級）
- 阿部麗也（フェザー級世界ランカー）
- 矢吹純（日本女子ミニフライ級チャンピオン）

### 力士
- 若嶌久三郎（大関、福島県出身の最高位力士）
- 信夫山治貞（関脇）
- 時津山仁一（関脇）
- 栃東知頼（関脇、優勝力士、先代玉ノ井親方）
- 斉須稔（前頭、元世話人）
- 信夫山秀之助（前頭）
- 常錦利豪（前頭）
- 大日岳栄隆（十両、世話人）
- 玉ノ国光国（十両）
- 玉乃島新（関脇）
- 双大竜亮三（前頭）
- 若隆景渥（優勝力士）
- 若元春港
- 白熊優太

### 柔道
- 遠藤純男（柔道世界選手権、無差別級優勝）
- 神田久太郎（柔道九段）
- 西郷四郎（講道館四天王の一人、姿三四郎のモデル）

### 武道家
- 国井善弥（鹿島神流第十八代宗家）
- 佐藤勝昭（空手家）
- 三瓶啓二（空手家、全日本空手道選手権大会三連覇）
- 菅沼守人（全日本合気道連盟理事）
- 高木薫（空手家）
- 高橋華王（宮本武蔵円明流判官派第14代宗家）
- 武田惣角（大東流合気柔術中興の祖）
- 原田悟（全日本剣道選手権大会優勝者）
- 門馬智幸（空手家）
- 和田晋（剣道範士九段、一刀流溝口派）

### サッカー
※は現役選手
- 井尻明（AC長野パルセイロアカデミーダイレクター）
- 大原卓丈（元福島ユナイテッドFC）
- 宇野禅斗（清水エスパルス）※
- 遠藤純（エンジェル・シティーFC）※
- 影山雅永（前ファジアーノ岡山監督）
- 加藤徹也（FC今治）※
- 熊田直紀（いわきFC）※
- 熊田喜則（前INAC神戸レオネッサ監督）
- 黒宮渉（福山シティFC)※
- 小坂雄樹（ファジアーノ岡山コーチ）
- 小峯拓也（元福島ユナイテッドFC）
- 柴田徹（福島ユナイテッドFC）※
- 杉山琢也（元福島ユナイテッドFC）
- 鈴木重義（日本代表監督）
- 鈴木弾（元ベガルタ仙台、グルージャ盛岡）
- 鈴木玲美（元東京電力女子サッカー部マリーゼ）
- 高倉麻子（元読売西友ベレーザ）
- 髙萩洋次郎（元栃木SC）
- 時崎悠（栃木SC監督）
- 時崎塁（元福島ユナイテッドFC）
- 濱名真央（いわてグルージャ盛岡）※
- 本田慎之介（元ジュビロ磐田）
- 松井蓮之（ベガルタ仙台）※
- 茂木弘人（元福島ユナイテッドFC）
- 遊佐克美（元サンフレッチェ広島→ツエーゲン金沢→FC岐阜SECOND）
- 横山卓司（元グルージャ盛岡）
- 吉田泰授（モンテディオ山形）※
- 渡辺匠（元福島ユナイテッドFC）

### バスケットボール
- 安齋竜三
- 池内泰明
- 井上聡人
- 大平礼三（1956年メルボルンオリンピック日本代表）
- 菅野恭子
- 栗原貴宏
- 佐藤聡（2008年北京パラリンピック、車椅子バスケットボール日本代表）
- 志賀政司（1960年ローマオリンピック・1964年東京オリンピック日本代表）
- 高橋秀和
- 高橋マイケル
- 高橋礼華
- 豊島英（2019年リオデジャネイロパラリンピック、車椅子バスケットボール日本代表）
- 長澤晃一（大学卒業後、ラグビーに転向）
- 萩原美樹子（1996年アトランタオリンピック日本代表）
- 星希望
- 渡邉拓馬
- 渡邊悠

### ラグビー
- 氏家柊太（釜石シーウェイブス）
- 大野均（元東芝ブレイブルーパス）
- 陣野原涼（清水建設江東ブルーシャークス）
- 小野航大（釜石シーウェイブス）
- 菅野朋幸（元釜石シーウェイブス）
- 佐川奨茉（三菱重工相模原ダイナボアーズ）
- 清野輝俊（元クボタスピアーズ）
- 長澤晃一（元日本IBMビッグブルー）
- 橋本勝也（車いすラグビー日本代表）:三春町
- 吉田大樹（元東芝ブレイブルーパス）

### ゴルフ
- 岡田美智子（いわき市出身、ツアー最年長優勝記録保持者）
- 小林浩美（日本女子プロゴルフ協会会長）
- 酒井美紀（2011年日本女子プロゴルフ協会 新人賞受賞）
- 高橋美保子（2002年LPGA新人賞、2003年ゴルフ5レディスプロゴルフトーナメント優勝）
- 蛭田みな美（「CATレディースゴルフトーナメント2023優勝」）

### 陸上
- 相澤晃（旭化成、出雲駅伝3区、全日本大学駅伝3区、箱根駅伝前2区区間記録保持者、日本選手権1万メートル優勝）
- 秋本真吾（男子200mハードルのアジア最高記録保持者）
- 阿部弘輝（住友電工、箱根駅伝7区区間記録保持者）
- 安西秀幸（元日清食品グループ陸上競技部、第22、23回都道府県駅伝男子福島県チーム監督）
- 今井正人（トヨタ自動車九州、箱根駅伝5区 3年連続区間賞、区間新）
- 遠藤日向（住友電工、男子3000m日本高校記録保持者、国体3連覇（少年男子B3000ｍ、少年男子A5000ｍ）日本選手権、５千メートル優勝）
- 大橋忠司（大分国体成年男子砲丸投げ日本一）
- 大八木弘明（駒澤大学陸上部駅伝総監督）
- 柏原竜二（富士通、箱根駅伝5区4年連続区間賞、同区間記録保持者）
- 川崎真裕美（ロンドンオリンピック女子陸上日本代表）
- 酒井俊幸（東洋大学陸上部駅伝監督）
- 佐藤敦之（中国電力陸上部監督、2008年北京五輪マラソン代表、前ハーフマラソン日本記録保持者）
- 佐藤光浩（アテネ五輪、1600mリレーで4位入賞時のアンカー）
- 鈴木博美（1997年世界選手権、女子マラソン金メダル）
- 千葉麻美（400m日本記録保持者 、北京オリンピック日本代表）
- 圓井彰彦（マツダ、世界ユース2001陸上競技3000m日本代表）
- 円谷幸吉（東京オリンピックマラソン銅メダル）
- 橋本康子（2007年大阪世界陸上女子マラソン代表）
- 藤田敦史（駒澤大学駅伝部監督、富士通、マラソン日本歴代2位記録保持者）
- 星創太（富士通、5000m日本記録保持者）
- 三浦弥平（アントワープオリンピックマラソン日本代表）
- 村上康則（富士通、第94回日本陸上男子1500m優勝）
- 八巻智美（北京パラリンピック100m・200m銀メダリスト）
- 山下航平（リオデジャネイロオリンピック三段跳出場）

### 野球

#### 現役選手
- 伊藤茉央（楽天→中日、喜多方市）
- 梅津晃大（中日）
- 大竹風雅（ソフトバンク）
- 草野陽斗（横浜）
- 佐藤都志也（ロッテ・WBSCプレミア12、2024日本代表）
- 佐久間拓斗（ソフトバンク）
- 高野結羽（オイシックス）
- 西巻賢二（楽天→ロッテ→横浜）
- 園部佳太（オリックス→オイシックス）

#### 元選手、指導者
- 赤間謙（オリックス→DeNA）
- 阿部八郎（阪急）
- 荒川巌（国鉄・サンケイ→巨人、投手）
- 五十嵐明（日本ハム）
- 石幡信弘（大洋、投手）
- 伊藤博康（巨人）
- 内田靖人（楽天）
- 江川卓（巨人、投手5冠、甲子園選抜大会、奪三振記録保持者）
- 遠藤一彦（横浜大洋、最多勝２回）
- 遠藤政隆（ヤクルト）
- 岡正光（大洋）
- 小野正一（大毎、投手最多勝、）
- 片平哲也（中日→広島）
- 金沢健一（ダイエー）
- 菊池拓斗（ソフトバンクコーチ〈プロ選手歴なし〉）
- 古長拓（オリックス）
- 小松聖（オリックス、WBC2009日本代表）
- 近藤重雄（ロッテ、投手）
- 佐藤勇（西武）
- 佐藤龍一郎（大洋）
- 作山和英（ダイエー）
- 島貫省一（巨人、外野手）
- 鈴木隆（大洋→東京→大洋、投手）
- 鈴木哲（西武、1988年ソウル五輪銀メダルメンバー）
- 鈴木郁洋（オリックス、シドニーオリンピック代表）
- 鈴木尚広（巨人）
- 園部聡（オリックス）
- 高野慎哉（日本ハム、捕手→投手）
- 中居謹蔵（ロッテ、投手）
- 中畑清（巨人、現巨人OB会長、アテネオリンピック日本代表チーム・コーチ、横浜DeNA前監督）
- 中濱裕之（巨人）
- 根本朋久（ロッテ→日本ハム）
- 長谷川達栄（日本ハム、投手）
- 平松省二（日本ハム）
- 福田昌久（南海）
- 福本万一郎（日拓、投手）
- 古溝克之（阪急→阪神）
- 松井達徳（中日→阪神）
- 松崎伸吾（楽天→阪神、投手）
- 松本京志郎（楽天）
- 三浦広之（阪急、投手）
- 村上真哉（日本ハム、投手）
- 森口哲夫（大映→阪急）
- 諸積兼司（ロッテ、現コーチ）
- 八百板卓丸（楽天→巨人）
- 柳田利夫（巨人、内野手）
- 矢部祐一（巨人）
- 矢部徳美（南海）
- 矢貫俊之（巨人）
- 横山貴明（楽天）
- 吉田康夫（阪神・1984年ロサンゼルス五輪金メダルメンバー）
- 渡邉啓太（ロッテ）

### スケート
- 本田武史（ソルトレイクシティ五輪4位入賞・フィギュアスケート男子シングル）
- 穂積雅子（スピードスケート）

### 重量挙げ
- 大内仁（東京五輪銅、メキシコ五輪銀）（郡山市出身）
- 佐久間勝彦（バルセロナ五輪5位入賞・56kg級）（川俣町出身）
- 田頭弘毅（シドニー五輪・56kg級）（いわき市出身）

### モータースポーツ
- 桐生順平（競艇選手、2015年、2017年ボートレースクラシック、2017年賞金王決定戦）
- 熊久保信重（D1ドライバー、エビスサーキット支配人）
- 平忠彦（元オートバイロードレースライダー、WGPレーサー、全日本350cc500ccチャンピオン）
- 中田竜太（競艇選手）

### 競馬
- 五十嵐雄祐
- 伊藤工真
- 江川伸幸
- 江田照男（1991年天皇賞（秋）・プレクラスニー、2000年スプリンターズステークス・ダイタクヤマト 他）
- 大和田稔（JRA調教師）
- 嘉堂信雄（1997年中山大障害（秋）・ケイティタイガー 他）
- 木幡初広（1997年新潟記念・パルブライト、2006年ダービーグランプリ・マンオブパーサー 他）
- 佐藤隆（2003年帝王賞・ネームヴァリュー、2004年東京ダービー・アジュディミツオー 他）
- 田辺裕信
- 三浦堅治（JRA騎手）
- 宗像徹（2004年新潟ジャンプステークス・デモリションマン）
- 山田要一（JRA調教師）

### 自転車競技
- 阿部和香子（1984年ロサンゼルスオリンピック代表）：会津若松市
- 桑沢秋雄：石川町
- 鈴木光広：古殿町
- 滝川一夫（高等学校教諭）：石川町
- 円谷義広：郡山市
- 班目真紀夫（高等学校教諭）：白河市

#### 競輪
- 我妻広一：郡山市
- 飯野祐太：いわき市
- 岡部芳幸：白河市
- 遠藤貴人：鮫川村
- 金澤竜二：白河市
- 金成和幸：いわき市
- 金古将人：いわき市
- 木野内高：泉崎村
- 桐生卓也：石川郡
- 窪木一茂（2016年リオデジャネイロオリンピック日本代表）：古殿町
- 小磯伸一
- 榊枝輝文：平田村
- 佐々木綾*
- 佐々木雄一：白河市
- 佐藤慎太郎：塙町
- 鈴木謙太郎：いわき市
- 添田広福
- 成田和也：須賀川市
- 新田祐大：会津若松市
- 沼田弥一：表郷村
- 藤巻絵里佳*
- 伏見俊昭（アテネオリンピック銀メダリスト）：白河市
- 班目隆雄
- 班目秀雄（アテネオリンピック自転車競技コーチ）：白河市
- 町島洋一（1976年モントリオールオリンピック日本代表）：鏡石町
- 三森彩桜*
- 明珍裕子*
- 谷津田陽一
- 山崎芳仁：いわき市
- 渡邉一成（2016年 リオデジャネイロオリンピック日本代表）：双葉町

### バレーボール
- 阿部篤史（FC東京バレーボールチーム所属）V・チャレンジリーグ 新人賞受賞（2007年）
- 菅野幸一郎（東レ・アローズ監督）
- 羽根翠（2006年全日本チーム（柳本ジャパン）メンバー、トヨタ車体所属、伊達市（旧霊山町）出身）
- 酒井大祐（Vプレミアリーグ、JTサンダーズ所属、原町市（現南相馬市）出身）
- 佐藤哲夫（ミュンヘン五輪金メダルメンバー）（相馬市出身）
- 三上彩（久光製薬スプリングス所属）
- 目黒優佳（JTマーヴェラス所属）
- 目黒安希（埼玉上尾メディックス所属）※目黒優佳の実妹

### プロレス
- 磐城利樹
- 遠藤有栖
- Gamma
- ゴージャス松野
- 宍戸幸之
- シュガー佐藤
- 関根龍一
- 壮麗亜美
- 宮本和志
- 矢樹広弓

### 格闘技
- 児山佳宏（総合格闘家、2011年第4代 修斗環太平洋ウェルター級王者）
- 宍戸大樹（シュートボクシング）
- 吉田正子（総合格闘家）

### その他
- 大堀彩（バドミントン選手、日本代表）
- 笠原謙哉（ハンドボール選手、2020年東京オリンピック日本代表）
- 加藤和（競泳選手、ロンドン五輪代表）
- 鈴木猛史（アルペンスキー選手、チェアスキーヤー、2010年バンクーバーパラリンピック日本代表）
- 田勢美貴江（卓球選手）
- 西内洋行（トライアスロン選手、2000年シドニーオリンピック日本代表）
- 八筬美恵（車いすテニス選手、2004年アテネパラリンピック日本代表）

## マスコミ

### リポーター・ レポーター
- 羽賀たみこ
- 神太郎
- 西沢由紀子

### アナウンサー
NHK（現在所属の放送局などは各人物の項目を参照すること）
- 三瓶宏志：南会津郡只見町
- 中野淳：福島市
- 芳賀健太郎：いわき市
- 本田俊介：相馬郡新地町
- 三好正人：白河市・旧表郷村（2021年1月時点ではアナウンサー業務を行っていない）

ラジオ福島
- 手塚伸一：会津若松市・旧河沼郡河東町

福島中央テレビ
- 小野紗由利：いわき市

福島放送
- 猪俣理恵：会津若松市
- 今泉毅：田村市・旧田村郡船引町

テレビユー福島
- 奥秋直人：郡山市、大阪府生まれ
- 小野美希 - 元NHK和歌山放送局契約キャスター：会津若松市
- 杉浦敦：福島市

県外局
- 阿部重典 - LuckyFM茨城放送、2020年から代表取締役社長を務める：国見町
- 池田麻美 - 青森テレビ：福島市
- 伊東幸子 - 青森放送：福島市
- 加藤由香 - 中部日本放送：福島市、現在の本籍地は仙台市
- 熊谷博之 - 東日本放送：須賀川市
- 佐藤泉 - ラジオNIKKEI：福島市
- 佐藤香 - 青森テレビ：いわき市
- 佐藤ちひろ - テレビ朝日：南相馬市
- 塩原恒夫 - フジテレビ：会津若松市
- 杉浦健 - 新潟放送・現在は報道部記者：福島市
- 瀬谷佳子 - IBC岩手放送、現在は報道部記者：いわき市
- 高野貴裕 - TBS：いわき市
- 寺田早輪子 - 仙台放送、元青森テレビ：いわき市
- 吉田太一 - 中京テレビ：いわき市

フリー・退職者・物故者
- 安齋敦子 - 元NHK山形放送局契約キャスター→元テレビユー福島：福島市
- 石井綾子 - 元秋田放送：郡山市
- 江木理一 - 元軍人→元NHK、ラジオ体操の初代担当者
- 太田みどり - 元テレビユー福島：西白河郡西郷村
- 唐橋ユミ - フリー（三桂所属）、元テレビユー福島：喜多方市
- 菅家ゆかり - フリー（元ニチエンプロダクション所属）、現在は日テレ学院講師、元日本テレビ
- 小林節子 - フリー（圭三プロダクション客員所属、元フジテレビ）：浅川町が出生地、プロフィール上の出身地は神奈川県横浜市。
- 小室早弥香 - フリー（シー・フォルダ所属）、元瀬戸内海放送→元テレビ埼玉：西白河郡中島村
- 佐藤まゆみ - フリー（圭三プロダクション所属）：南相馬市
- 上路雪江（旧姓・佐藤） - フリー（ホリプロ所属）、元岩手めんこいテレビ：福島市
- 杉本麻紀 - NHK放送センター契約キャスター・主にBSニュースを担当、元NHK福島放送局契約キャスター：福島市
- 長久保智子 - フリー（セント・フォース所属）、元福島テレビ→元キャスト・プラス所属：福島市
- 長沢裕 - フリー（T-STYLE所属）：伊達市・旧保原町
- 中野知美 - フリー（キャスト・プラス所属）、元テレビユー福島→元JNNニュースバードキャスター→元テレビ埼玉契約キャスター→元WOWOW契約キャスター：会津若松市
- 長澤洋明 - フリー（Sports Zone所属）
- 二瓶由美 - フリー（ホワイトマジック所属）、元FMヨコハマ→元ふくしまFM：いわき市
- 柳沼淳子 - フリー（セント・フォース所属）：郡山市
- 渡邉美香 - 元ラジオ福島、退社後も同局の番組に出演したことあり：福島市
- 藁谷麻美 - フリー、元テレビユー福島→元テレビ大阪→元ワイワイワイ所属：いわき市

### ジャーナリスト
- 星浩 -（ 朝日新聞特別編集委員、TBSコメンテーター）
- 門馬晋 - （元読売新聞論説委員）
- 柳澤秀夫 - （元NHK解説委員：テレビコメンテーター、会津若松市）
- 山口喜一：（会津美里町）

## その他

### アダルトタレント
- 朝丘まりん（AV女優）
- 麻宮淳子（AV女優、ストリッパー）
- あんずさき（AV女優）
- 泉水らん（ニューハーフAV女優）
- うるみゆう（AV女優）
- 小島三奈（AV女優）
- 詩月まどか（AV女優）
- 篠原もえ（AV女優）
- 小鳥遊恋（AV女優）
- 辻井美穂（AV女優）
- 東城えみ（AV女優）
- 渚友紀（AV女優）
- 新山かえで（AV女優）
- 藤本聖名子（AV女優）
- 松下ひかり（AV女優）
- 水森れん（AV女優）
- 宮崎あい（AV女優）
- 村西とおる（AV監督）
- 優菜真白（AV女優）

### その他の人物
- 三瓶明雄（農業従事者。テレビ番組『ザ!鉄腕!DASH!!』において農業指導を行った）
- 大内早苗（オウム真理教幹部）
- 大内利裕（オウム真理教幹部）
- 加藤英幸（幸平一家十三代目総長。初代加藤連合組長。住吉会渉外委員長）
- 馬場祥江（1956年ミス・ユニバース日本代表）

### 架空の人物
- 足利速太（水島新司の野球漫画『ドカベン』の登場人物。いわき市出身）
- 緒方勉（水島新司の野球漫画『ドカベン』の登場人物。いわき市出身）
- 沖田十三（松本零士のアニメ作品『宇宙戦艦ヤマトシリーズ』の登場人物[5]）

## 福島県ゆかりの人物

### 公人
- 上原六郎（札幌市長、会津藩士の孫）
- 内堀雅雄（政治家、自治・総務官僚。福島県知事）
- 大久保偵次（大蔵省銀行局長、関場不二彦の養子）
- 小原直（司法大臣、会津藩士の養子）
- 亀岡偉民（衆議院議員、亀岡高夫の養子）
- 川田龍平（参議院議員、母は川田悦子）
- 河原田稼吉（内務大臣・河原田盛美の養子）
- 神田重雄（八戸市長、会津藩士の家系）
- 岸本正雄（樺太庁長官等、福島県立会津中学校出身）
- 北村正哉（青森県知事、会津藩士の家系）
- 小松済治（司法省民事局長、会津藩士）
- 佐藤一郎（ 経済企画庁長官、大蔵次官、会津地方出身[6]）
- 関屋貞三郎（宮内次官、二本松藩藩医の家系）
- 伊達政宗（出羽国米沢（現山形県米沢市）生まれ）初陣の伊具郡（宮城県丸森町）での相馬氏との戦いで、梁川城を伊達軍の拠点としていた。
- 田中清玄（戦前の日本共産党委員長、次男は田中愛治、現早稲田大学総長、戦後は右翼活動家・会津藩士の家系）
- 田中直紀（防衛大臣、父は鈴木直人）
- 雍仁親王妃勢津子（皇族、昭和天皇の弟秩父宮雍仁親王の妃・松平容保の孫）
- 徳川恒孝（徳川宗家第18代当主、松平容保の曾孫）
- 平沢勝栄（衆議院議員、福島県立福島高等学校出身）
- 松前章広（蝦夷地松前藩9代藩主、文化4年（1807年）3月12日に所領を西蝦夷地から陸奥国伊達郡梁川藩に9千石で移封）
- 山川建（文部省局長、貴族院議員。父は山川健次郎）
- 湯浅倉平（内大臣、福島県士族の養子）

### 軍人
- 大沼龍太郎（第一南遣枝隊機関長、会津藩士の家系）
- 小山満雄（歩兵第十六連隊長、会津藩士の家系）
- 鹿目善輔（大湊警備府参謀長、会津藩士の家系）
- 黒河内信次（基隆要塞司令官、会津藩士の家系）
- 小松八四郎（陸軍工科学校長、会津藩士の家系）
- 佐藤脩（駐支武官、会津藩士の家系）
- 鈴木一馬（支那駐屯軍司令官、会津藩士の家系）
- 野澤北地（陸軍軍馬補充本部長、稚松会会員）
- 野田清（大本営海軍報道部長、会津藩士の家系）
- 樋口修一郎（海軍潜水学校長、会津藩士の家系）
- 福井重記（八甲田雪中行軍、会津藩士の家系）
- 松平容大（会津松平家当主、陸軍大尉、貴族院議員）
- 松平保男（会津松平家当主、海軍少将、貴族院議員）
- 美濃部正（美濃部貞功の婿養子、海軍少佐、空将）
- 湯浅竹次郎（旅順港閉塞作戦で戦死した海軍少佐、会津藩士の家系）

### 学者・教育者
- 秋山豊寛（京都造形芸術大学教授、日本人初の宇宙飛行者。2011年まで田村市に在住）
- 宇野重昭（島根大学、成蹊大学学長、福島県立白河中学校出身）
- 大竹多気（米沢高等工業学校、桐生高等染織校長、会津藩士の家系）
- 鴨武彦（東京大学教授、父は鴨良弼）
- 河島英昭（イタリア文学者、福島県立白河高等学校出身）
- 小西重直（京都帝国大学総長、会津藩士の養子）
- 斎藤眞（文化勲章、父は斎藤勇）
- 坂田祐（関東学院理事長、日向内記の孫）
- 坂本義和（東京大学教授、本籍が福島県）
- 永井陽之助（日本国際政治学会理事長、安積中学出身）
- 南部陽一郎（理論物理学者、シカゴ大学名誉教授、ノーベル物理学賞受賞、母親が福島県出身）
- 西川潤（早稲田大学教授、父は西川満）
- 野口尚一（東京帝大教授、工学院大学学長、父は野口坤之）
- 長谷川つとむ（日本大学教授、梶原平馬の一族）
- 深田康算（京都帝国大学美学教授、会津会会員）
- 前田庸（学習院大学教授、父は前田實）
- 水野敏雄（島根大学学長、会津中学出身[7]）
- 門馬直美（洗足学園大学教授、父は門馬直衛）
- 山川黙（武蔵高等学校校長、会津会会員）

### 実業家
- 井深大（ソニー創業者・会津藩士の家系）
- 松平一郎（東京銀行会長・会津松平家分家当主）
- 松平恒和（KDDI常務、父は松平一郎）
- 清野智（JR東日本取締役会長、両親が福島市出身、3歳から小学校3年生の時まで県内で過ごした）
- 三浦綾（ひろしま避難者の会アスチカ代表、2011年ごろに在住。その際に被災。）

### 医療関係
- 井深八重（ハンセン病看護師、会津藩士の家系、井深大とは遠縁）

### 芸能文化人
- 相田翔子（元Wink、タレント、女優、歌手・母親が福島県田村市（旧田村郡）出身）
- 秋吉久美子（小学校から高校時代（6歳から18歳）までいわき市で過ごす）
- 東貴博・朋宏兄弟（芸人、タレント・母親が福島県の旅館の娘）
- 飯島直子（女優・母親が白河市出身）
- 猪狩蒼弥（男性アイドル、HiHi Jetsのメンバー、父がいわき市出身）
- 粋成浩児（ミュージシャン、郡山市在住）
- 一色采子（女優・父親は二本松市出身の画家大山忠作）
- 石井竜也（ミュージシャン、母がいわき市出身）
- 糸井羊司（NHKアナウンサー、初任地が福島局）
- 稲川聖城（稲川会初代総裁、父親が福島県出身。自身も会津若松歩兵第29連隊に現役兵として入隊）
- 梅宮辰夫（俳優、祖父が会津若松市出身）
- 梅宮アンナ（辰夫の長女）
- 上野山功一（俳優、夫人が福島県出身。福島市で居酒屋経営）
- 加藤茶（ザ・ドリフターズ、小学校から高校時代まで父の出身地の福島市で過ごす）
- 川内康範（作家、作詞家、いわき市在住時に第1回福島県文学賞を受賞）
- 菊池常利（シンガーソングライター、5歳から18歳まで白河市と矢祭町で育つ）
- 北村正任（毎日新聞社社長、父は青森県知事、会津藩士の家系）
- 草尾毅（声優、妻で声優の斉藤佑圭が福島県出身）
- 久米正雄（作家、安積中学出身）
- 郡虎彦（作家、萱野長修の養孫）
- ケーシー高峰（コメディアン、山形県出身。いわき市在住。同市の観光使節（サンシャイン大使）に任命されている）
- 合原明子（NHKアナウンサー、初任地が福島局）
- 小室哲哉（シンガーソングライター、プロデューサー・父親が福島県出身）
- 早乙女貢（作家、直木賞受賞者、曾祖父が会津藩士）
- 早乙女太一（俳優、弟は早乙女友貫、母の鈴花奈々が福島県出身）[8]
- 早乙女友貴（俳優、兄は早乙女太一、母の鈴花奈々が福島県出身）
- 佐藤藍子（女優、祖父が福島県出身）
- 佐藤銀平（俳優、父が佐藤B作）
- 志賀直哉（作家、相馬中村藩士の家系）
- 篠田麻里子（タレント、母が福島県郡山市出身）
- 島尾敏雄（作家、両親が小高町（現在の南相馬市）出身）
- 住吉美紀（フリーアナウンサー、NHKアナウンサー時代の初任地が福島局）
- 関場茂樹（橋梁設計者、会津藩士の家系）
- 関根勤（タレント、妻が福島市出身）
- 関屋敏子（声楽家、二本松藩士の家系）
- 相馬圭祐（俳優、父親が会津出身）
- 鈴木崇大（タカアンドトシのボケ担当、父方のルーツが会津）
- 高橋克典（俳優、母方の家系が会津、上記の梅宮家と親戚にあたる）
- 高山樗牛（文芸評論家、安積中学出身）
- 田島貴男（ミュージシャン、福島県立郡山高等学校出身）
- 田尻智（ゲームフリーク社長、同社員である父・田尻義雄が浪江町出身）
- 田母神智子（コラムニスト、父が福島県出身）
- 千葉節子（詩人、美術家、ポエトリーリーディングアートパフォーマー、90年代後半白河市に移住、英国アルパイン芸術財団国際コンクールヴィジュアルアート部門ショートリステドアーティスト）
- つげ義春（漫画家、両親は一時四倉で寿司店経営）
- つのだじろう（漫画家、塙町に疎開。中学2年まで過ごす）
- つるの剛士（タレント、妻がいわき市出身）
- 出川哲朗（芸人、外曾祖父が三鬼鑑太郎）
- 出﨑哲・統兄弟（アニメーション監督・曾祖父が相馬市出身。幼少時を過ごす）
- デヴィ夫人（タレント、母親が浪江町出身）
- 天童よしみ（演歌歌手、母方の祖母が南会津郡只見町出身）
- 所ジョージ（コメディアン、司会者、シンガーソングライター、妻が福島出身）
- 富永一朗（漫画家、母が南会津郡田島町静川出身、自身も幼少時に田島町で過ごす）
- ともさかりえ（女優、父親が郡山市出身）
- 中田章（作曲家、会津藩士の家系）
- 中田一次・喜直兄弟（作曲家、父は中田章）
- 中村敦夫（俳優、福島県立磐城高等学校在学）
- 奈津子亜希子（双子の女優、女性アイドルグループSDN48のメンバー、父親が郡山市出身）
- 二宮和也（男性アイドルグループ、嵐のメンバー、父親が郡山市出身）
- 野口健（登山家、父は外交官の野口雅昭）
- 博多大吉（タレント、母親が福島県郡山市出身）
- 羽多野渉（声優、妻で声優の橋本まいが白河市出身）
- 埴谷雄高（作家、父方の祖父が相馬中村藩士、本人は台湾生まれ）
- 波瑠（女優・母が福島県出身）[9]
- 伴大介（俳優、父親が福島県出身）
- パーマ大佐（お笑いタレント、妻でお笑いタレントのアイドル鳥越が郡山市出身）
- ヒッキー北風（お笑いタレント、2015年4月より福島へ移住）
- 平田昭吾（絵本作家、会津若松市育ち）
- ペギー葉山（歌手、白虎隊士の孫）
- 星新一（作家、父親がいわき市出身の実業家星一）
- マイコーりょう（タレント、父親が福島県出身で墓もあるという）
- 前田愛・亜季姉妹（女優、母親が福島県出身）
- 松村栄子（小説家、5歳から高校卒業までいわき市で過ごす、福島県立磐城女子高等学校出身）
- 三島由紀夫（小説家、祖父は第17代福島県知事であった平岡定太郎）
- 宮沢りえ（女優、母親の光子が福島県出身）
- 宮本百合子（作家、祖父が安積疏水開鑿関係者で本籍は郡山にあった）
- 森且行（元SMAPメンバー、現オートレーサー選手、一時河沼郡会津坂下町居住）
- 森久保祥太郎（声優、父親が福島県福島市出身）
- 守村大（漫画家・白河市在住）
- 山口あゆみ（女優・福島県生まれ、一時期福島県に在んでいた）
- 山瀬まみ（タレント、司会者、小学生時代をいわき市で過ごす）
- 山本おさむ（漫画家・天栄村在住）
- 山本義正（父は山本五十六、母の礼子は会津藩士の娘）
- 柳美里（小説家・南相馬市在住・芥川賞受賞者）
- 吉田直哉（NHKディレクター・父親は浅川村（現・浅川町）出身の理学博士吉田富三）
- 和田恵秀（切り絵画家、福島市で画廊を経営）
- ワッキー（お笑い芸人、コンビ名ペナルティ、福島県生まれ、母親が福島県出身）

### スポーツ選手
- 青木沙弥佳（福島大学卒・北京オリンピック4×400Mリレー日本代表）（岐阜県出身）
- 浅田雅子（1988年ソウルオリンピック飛込・高跳込・飛板飛込日本代表、元福島県高校教員）（石川県出身）
- 粟津凱士（埼玉西武ライオンズの投手・東日本国際大学卒）（山形県出身）
- 安東輝（ツエーゲン金沢のプロサッカー選手、JFAアカデミー福島に在籍。）（大分県出身）
- 池田久美子（福島大学卒・北京オリンピック走り幅跳日本代表）（山形県出身）
- 上野修（リステルからフリースタイルスキー・モーグルトリノ五輪代表に選ばれた）（長野県出身）
- 上沢直之（北海道日本ハムファイターズの投手、父親が福島県出身）
- 遠藤尚（2010年バンクーバーオリンピックフリースタイルスキー・モーグル日本代表、福島県立猪苗代高等学校卒）（千葉県出身）
- 大菅小百合（夫が福島県大熊町出身で元陸上競技選手の秋本真吾。）
- 岡野祐一郎（中日ドラゴンズの投手・聖光学院卒。）（宮城県出身）
- 尾形崇斗（ソフトバンクホークスの投手・学校法人石川高等学校卒）（宮城県出身）
- 金子翔太（清水エスパルスのプロサッカー選手、福島県立富岡高等学校に入学、JFAアカデミー福島に在籍。）（栃木県日光市出身）
- 川越英隆（オリックス、千葉ロッテマリーンズの投手。学校法人石川高等学校から1991年に春夏甲子園出場。神奈川県出身）
- 川島はるな（ノジマステラ神奈川相模原のプロサッカー選手、福島県立富岡高等学校に入学、JFAアカデミー福島に在籍。）（静岡県出身）
- 川本和久（日本の陸上競技指導者。福島大学教授。福島大学陸上競技部監督。）（佐賀県出身）
- 菊沢竜佑（東京ヤクルトスワローズの投手・2015年12月から軟式野球の相双リテック（いわき市）でプレー。）（秋田県出身）
- 北川ひかる（浦和レッズレディースのプロサッカー選手、福島県立富岡高等学校に入学、JFAアカデミー福島に在籍。）（石川県出身）
- 金城クリストファー達樹（FC琉球のプロサッカー選手、福島県立富岡高等学校に入学、JFAアカデミー福島に在籍。）（沖縄県出身）
- 久保倉里美（福島大卒・北京オリンピック陸上競技400MH日本代表）（北海道出身）
- 黒川凱星（千葉ロッテマリーンズの育成内野手、学法石川高校卒）（千葉県出身）
- 幸野志有人（FC東京のプロサッカー選手、福島県立富岡高等学校に入学、JFAアカデミー福島に在籍。）（東京都江戸川区出身）
- 小松崎大地（当県を登録地とする競輪選手。元徳島インディゴソックス選手）（千葉県出身）
- 呉大陸（ブラウブリッツ秋田のプロサッカー選手、福島県立富岡高等学校に入学、JFAアカデミー福島に在籍。）（神奈川県出身）
- 歳内宏明（阪神タイガース、東京ヤクルトスワローズの投手・聖光学院高等学校から2010年、2011年夏の甲子園に出場。兵庫県出身）
- 佐々木明都（福岡ソフトバンクホークスの育成投手、松韻学園福島高等学校「学法福島」卒）（東京都出身）
- 佐藤美保（旧姓・杉森、北京オリンピック陸上競技800M日本代表、夫佐藤敦之が会津若松市出身。本人は三重県出身）
- 佐藤理恵（北京五輪ソフトボール金メダリスト・両親が二本松市出身。本人も福島医大附属病院で出生）
- 佐藤真有（福島大学卒・北京オリンピック陸上競技4×400Mリレー日本代表）（北海道出身）
- 菅澤優衣香（ジェフユナイテッド市原・千葉レディースのプロサッカー選手、ワールドカップ日本代表、福島県立富岡高等学校に入学、JFAアカデミー福島に在籍。）（千葉県出身）
- 鈴木駿輔（台湾のプロ野球選手・聖光学院出身。）（東京都出身）
- 立石諒（ロンドンオリンピック水泳銅メダリスト）（幼稚園から小学4年時まで郡山市在住、神奈川県出身）
- 田中陽子（ノジマステラ神奈川相模原のプロサッカー選手、サッカー日本代表、福島県立富岡高等学校に入学、JFAアカデミー福島に在籍。）（山口県出身）
- 知野直人（横浜DeNAベイスターズの内野手、聖光学院高等学校卒）（新潟県出身）
- 辻垣高良（オリックス・バファローズの育成投手、松韻学園福島高等学校出身。）（兵庫県出身）
- 栃東大裕（大相撲力士・父の栃東知頼が相馬市出身）
- 富山紘之進（千葉ロッテマリーンズの育成捕手、会津北嶺高等学校卒）（大阪出身）
- 中村俊輔（サッカー日本代表・母親が喜多方市（旧耶麻郡塩川町）出身）
- 成宮唯（ジェフユナイテッド市原・千葉レディースのプロサッカー選手、福島県立富岡高等学校に入学、JFAアカデミー福島に在籍。）（京都府出身）
- 浜田遥（ベガルタ仙台レディースのプロサッカー選手、福島県立富岡高等学校に入学、JFAアカデミー福島に在籍。）（大阪府出身）
- 萬代宏樹（モンテディオ山形のプロサッカー選手、福島県立福島東高等学校在籍時に全国高等学校サッカー選手権大会に出場、宮城県出身）
- 福尾遥真（西武ライオンズの育成内野手、学法石川高校卒）（千葉県出身）
- 船迫大雅（読売ジャイアンツの投手、聖光学院出身。東日本国際大学卒）（宮城県出身）
- 星野純子（チームリステル所属フリースタイルスキー・モーグル五輪代表）（新潟県出身）
- 細川成也（横浜DeNAベイスターズの外野手・いわきリトルシニア出身。）（茨城県出身）
- 穂積雅子（バンクーバーオリンピックスピードスケート銀メダリスト・両親が福島県出身）
- 附田雄剛（リステル猪苗代から1998年フリースタイルスキー・モーグル長野五輪代表に選ばれた）（北海道出身）
- 恵本裕子（住友海上火災福島から1996年アトランタ五輪柔道61kg級に出場し金メダルを獲得）（北海道出身）
- 松本昌也（大分トリニータのプロサッカー選手、福島県立富岡高等学校に入学、JFAアカデミー福島に在籍。）（大分県出身）
- 丸山桂里奈（女子サッカー、マリーゼの選手、北京オリンピック代表）
- 宮田和幸（クリナップから2000年シドニー五輪レスリング63kg級に出場）（茨城県水戸市出身）
- 三幸秀稔（レノファ山口FCのプロサッカー選手、福島県立富岡高等学校に入学、JFAアカデミー福島に在籍。）（千葉県出身）
- 室屋義秀（エアレースパイロット）（福島市在住、三重県出身）
- 桃田賢斗（富岡町立富岡第一中学校、福島県立富岡高等学校卒のバドミントン選手。バドミントン日本代表。2014年トマス杯（団体世界選手権）優勝）（香川県出身）
- 山下訓史（1988年ソウルオリンピック三段跳12位入賞・1992年バルセロナオリンピック三段跳12位入賞、現福島県高校教員）（三重県出身）
- 山根恵里奈（ジェフユナイテッド市原・千葉レディースのプロサッカー選手、ワールドカップ日本代表、福島県立富岡高等学校に入学、JFAアカデミー福島に在籍。）（広島県出身）
- 湯浅京己（阪神タイガースの投手、WBC2023日本代表・聖光学院出身。）（三重県出身）
- 和田奈央子（ノジマステラ神奈川相模原のプロサッカー選手、福島県立富岡高等学校に入学、JFAアカデミー福島に在籍。）（東京都出身）